# Reichshandbuch der deutschen Gesellschaft

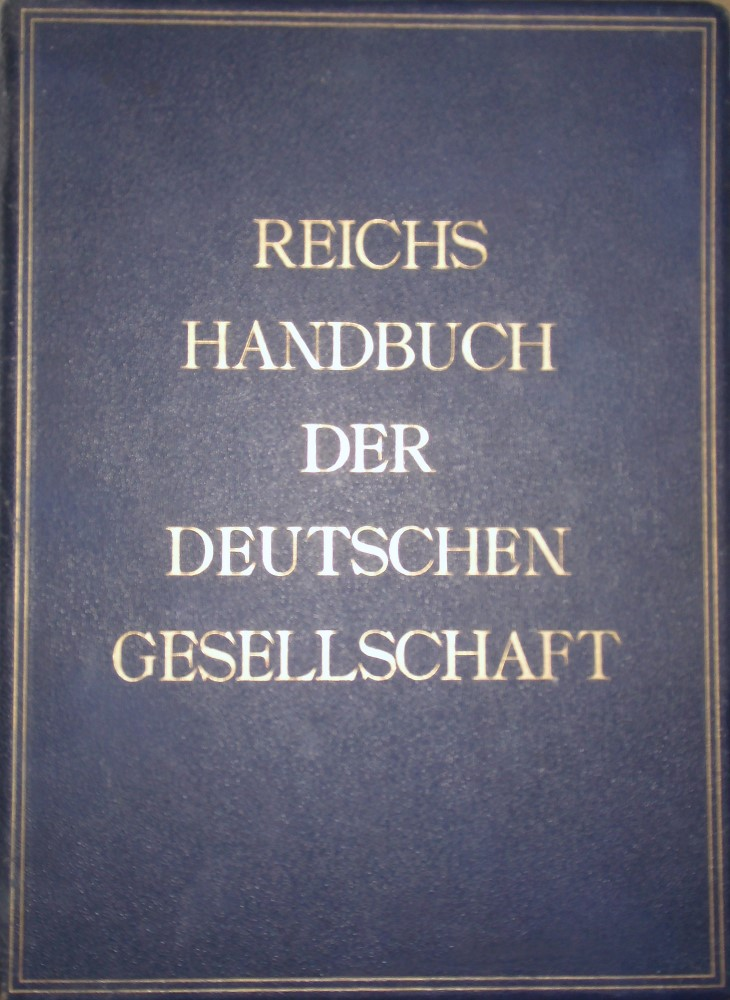
Reichshandbuch der deutschen Gesellschaft

Le Reichshandbuch der deutschen Gesellschaft, avec le sous-titre Das Handbuch der Persönlichkeiten in Wort und Bild, est un manuel contenant des données biographiques sur les personnalités vivantes importantes de la société allemande de la période 1850 à 1931. L'ouvrage en deux volumes se trouve dans la liste « Ouvrages de référence technique pour le fichier d'autorité commun » de la Bibliothèque nationale allemande, là sous forme de citation : « Reichs-H dt. Gès."

## Contenu
Robert Volz (de) est le principal éditeur de l'ouvrage de référence publié en deux volumes en 1930 et 1931 par le Deutsches Wirtschaftsverlag à Berlin.
Selon une préface du sociologue Ferdinand Tönnies, environ 10 000 biographies détaillées, pour la plupart illustrées de photographies de portraits en noir et blanc, des "porteurs de culture, d'esprit, de science, de politique, d'économie et de société de l'avant et de l'entre-deux-guerres", dans leurs positions en vigueur au moment de la publication de l'ouvrage. En ce qui concerne les groupes professionnels, on constate une nette prédominance en faveur des conseils d'administration et des conseils de surveillance des grandes entreprises.
Les éditions originales des deux volumes sont imprimées par la Haenelschen Buchdruckerei à Magdebourg.

## Portraits
Les portraits photographiques imprimés dans le Reichs Handbuch - Robert Volz est responsable de tous les textes - sont fournis par les photographes et organisations suivants :
- Ruth Asch, photographe pour l'éditeur économique allemand ; ses photos sont marquées de son monogramme composé des lettres R et A. Pour les enregistrements qu'elle a réalisés spécialement pour le livre, elle a souvent rendu visite à des « personnalités payantes » par le biais d'une visite à domicile.

- Photo "Atlantique" Gesellschaft mbH, Berlin SW 29, Kopischstrasse 1
- F. Berndt, atelier d'art "Hansa", Berlin W. 35, Lützowstrasse 91a
- Emil Bieber (de)
  - Photographe de la Cour Royale, Hambourg, Jungfernstieg 8
  - Photographe de la cour, Berlin W 8, Leipziger Strasse 124
- Becker & Maaß, propriétaire Marie Boehm, Berlin W 9, Bellevuestraße 5
- Archives d'images Universum-Film-AG, Berlin SW 68, Kochstrasse 6-8
- Atelier Binder GmbH, Berlin W 15, Kurfürstendamm 205
- Eduard Birlo, "Photographie", Berlin W 57, Potsdamer Stra0e 76, III
- Hermann Boll, Berlin W 50, Tauentzienstrasse 7b
- Alfred Büsing, Brême, Ansgaritorstrasse 7
- Suse Byk, Berlin W 50, Kurfürstendamm 230
- Dephot, Berlin W 8, Jägerstrasse 11
- Bernhard Dittmar, "Photographe de la Cour et de la Chambre", Bad Kissingen, Lindesmühlpromenade 1
- Photo-Atelier Fayer, Vienne I, Opernring 1
- Studio photographique Gerstenberg (anciennement Dührkoop), Berlin W 50, Kurfürstendamm 235
- Photographe Atelier Th. Alfred Hahn, Chemnitz, Brückenstrasse 5
- Photographe de la cour Robert Herbst, Heidelberg, Hauptstrasse 87
- Photographe Atelier M. Hernler, Gmunden (Haute Autriche)
- Nini et Carry Heß, « Photographische Bildnisse », Francfort-sur-le-Main, Börsenstrasse 2-4
- Ernst Hoenisch (de), "Hofphotograph", Leipzig, Dittrichring 13
- Photo-Atelier Jacobi, Berlin-Charlottenburg, Joachimsthaler Strasse 5, I
- Philipp Kester, Munich, Ungererstraße 12
- Keystone View Company, Illustrations-Verlag, Berlin SW 68, Zimmerstrasse 29
- Kögel, photographe, Heidelberg, Hauptstrasse
- [Alfred] Kühlewindt, photographe de la cour royale de Prusse, Königsberg en Prusse, arrière-banlieue 32
- Franz Langhammer, Kassel, Kölnische Strasse 3
- Hans Luck, atelier de photographie, Düsseldorf, Kaiser-Wilhelm-Strasse 9
- Friedrich Müller, Munich, Amalienstraße 15
- Société photographique, Berlin W 35, Lützowstrasse 89-90
- Illustrations-Verlag "Photothek", Berlin SW 61, Belle-Alliance-Straße 82
- J. Preim Sohn, propriétaire Wilhelm Preim, Aix-la-Chapelle, Comphausbadstrasse 23
- Studio de photographie Rieß, Berlin W 50, Kurfürstendamm 14-15
- Atelier Gerty Simon, Berlin-Charlottenburg 4, Clausewitzstraße 2
- F. Schensky (de), photographe de la cour, Helgoland
- August Scherl GmbH, Service de l'image, Berlin SW 68, Zimmerstrasse 35–41
- Transocean GmbH, Berlin W 9, Friedrich-Ebert-Strasse 9
- Photographe Atelier E. Wasow, Munich N 13, Franz-Josef-Strasse 28
- Franz Wißkirchen, Maison d'édition d'art photographique et d'illustration, Berlin-Wilmersdorf, Holsteinische Strasse 12

## Éditions
- Reichshandbuch der deutschen Gesellschaft. Das Handbuch der Persönlichkeiten in Wort und Bild. Schriftleitung Robert Volz, Vorwort Ferdinand Tönnies.
  - Band 1 (A–K), Deutscher Wirtschaftsverlag, Berlin 1930, DNB 453960286
  - Band 2 (L–Z), Deutscher Wirtschaftsverlag, Berlin 1931, DNB 453960294
- Mikrofiche-Ausgabe: K. G. Saur, München 1995  (ISBN 978-3-598-30664-8 et 3-598-30664-4).
- Seit 2011 angekündigt, aber bislang (Stand Juni 2021) nicht erschienen: Nachdruck des Reichshandbuch der deutschen Gesellschaft. Das Handbuch der Persönlichkeiten in Wort und Bild beim Verlag Finckenstein & Salmuth, Berlin  (ISBN 978-3-934882-30-0).